# Qagan Pao
Der Qagan Pao oder Chagan-See (chinesisch 查干泡, Pinyin Chágān Pāo, umgangssprachlich 查干湖,  Chágān Hú bzw. mongolisch umgangssprachlich auch Qagan Nur „Weißer See“) ist ein Süßwassersee im Autonomen Kreis Vorderer Gorlos der Mongolen im Verwaltungsgebiet der bezirksfreien Stadt Songyuan in der chinesischen Provinz Jilin. Er ist der größte Binnensee der Provinz Jilin und etwa ⅔ so groß wie der Bodensee. Damit zählt der Chagan-See zu den zehn größten Süßwasserseen Chinas. Eine  touristische Attraktion ist das jährliche Qagan-See-Winterfischfest. Es steht auf der Liste des immateriellen Kulturerbes der Volksrepublik China.